# Club Universitario de Deportes (Vóley)
O Club Universitario de Deportes, possui um departamento de voleibol peruano na cidade de Lima. Atualmente disputa a Liga Nacional Superior de Voleibol foi campeão da Liga Intermedia Nacional de 2023

## Títulos conquistados
0 Campeonato Sul-Americano de Clubes:
 0 Campeonato Peruano